# Кронштадтський футшток

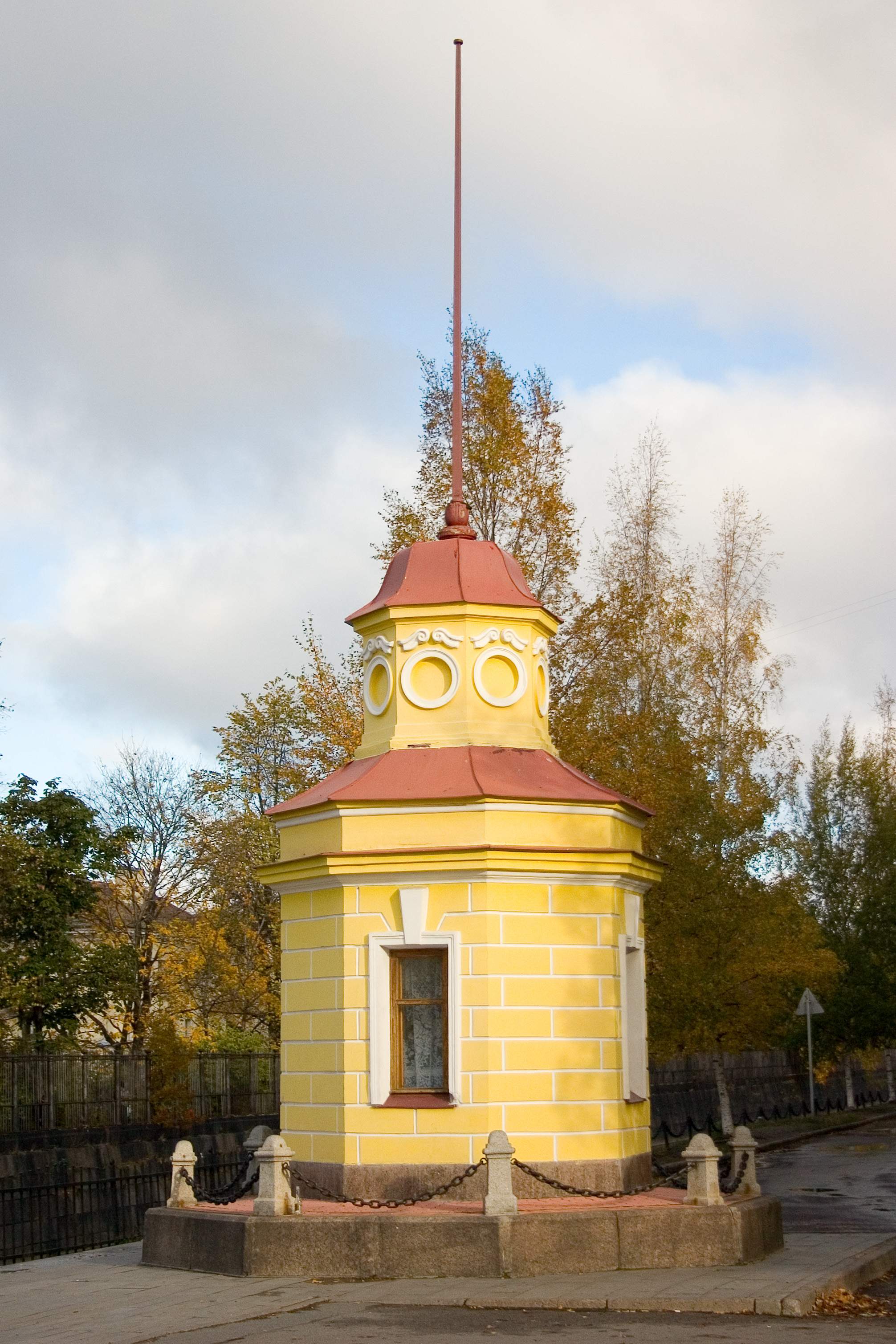
Будівля мареографу Кронштадського футштока

Кронштадтський футшток — футшток для вимірювання висоти рівня Балтійського моря, встановлений на засаді Синього моста через Обвідний (Провідний) канал в Кронштадті.
Від нуля Кронштадтського футштока проводяться вимірювання глибин і висот, а також орбіти космічних апаратів. Ці дані використовуються багатьох країнах.
Кронштадтський футшток — один із найстаріших в глобальній мережі рівневих постів Світового океану.

## Історія
1840 року за пропозицією гідрографа М. Ф. Рейнеке на кам'яній засаді Синього моста через кронштадтський Обвідний канал нанесена межа, що відповідала середньому рівню води Фінської затоки за спостереженнями 1825—1839 років. Спостереження за коливаннями рівня Балтійського моря почалися з 1703 року. А з 1707 року в Кронштадті діє футшточна служба. З цією межею суміщений нуль Кронштадтського футштока, від якого обчислюються абсолютні висоти поверхні Землі, всі глибини морів на навігаційних і топографічних картах, космічні висоти. 
З 1898 року працює автоматичний самописний прилад-мареограф, що фіксує зміни рівня води. Спочатку він розташовувався в дерев'яній будці, потім в спеціальному павільйоні з колодязем.